# メイプルワールド
メイプルワールド(Maple World)は、ネクソンのオンラインRPG『メイプルストーリー』においてゲーム内でプレイヤーが冒険する架空の世界。大陸や島、地域ごとにひとつの地区として区分される（一地区を指して「大陸」と呼ばれることもある）。

## メイプルワールド(Maple World)
冒険のメインとなる世界。ビクトリアアイランドとエーデルシュタイン、オシリア大陸とその周辺島嶼部からなる。
オシリア大陸には、エルナス山脈、ルダスレーク、アクアロード、武陵桃源、ニハル砂漠、ミナル森、クリティアス、時間の神殿の8地域が含まれているが、見やすさを考慮してこの頁ではそれぞれ個別の大陸扱いとする。

### メイプルアイランド(Maple Island)
メイプルワールドの北西の海上に浮遊する「冒険者」の出身地に当たる島（いわゆる「初心者」専用のマップ）。大きな楓（メイプル）の樹が立っている。

#### アムホスト(Amherst)
島の中央部にある最初に訪れる街。ヘネシスに似た雰囲気のマップである。

#### サウスペリ(Southperry)
南にある港町。浮遊船でビクトリアアイランド（リス港口）へ行けるが、一方通行である。ただし冒険者なら誰でも覚えられるスキル「リターントゥーメイプル」によっていつでもどこからでも戻って来られるようになった（REDアップデートより）。
ココ島(Coco Island)
メイプルアイランドとビクトリアアイランドの間にある小島。キャノンシューターがビクトリアアイランドに向かう際墜落してたどり着いた。

### ビクトリアアイランド(Victoria Island)
メイプルワールドの北西(メイプルアイランドの南)にある世界樹がある島。海に浮かぶ島だが大陸といっていいほどの広さがある。

#### リス港口(Lith Harbor)
ビクトリアアイランド南西にある港街。冒険者とアランにとってはここから本格的な冒険が始まることになる。地続きでリーフロードとつながっている他、タクシーでも各街に移動でき(初心者は割引される)、船でフロリナビーチ・リエンに行き来できる。
海岸マップでmobはカタツムリやキノコ。
リーフロード(leafroad)
ビクトリアアイランドの中央にある世界樹とその周辺地区。八方に分かれ道が広がっておりビクトリアアイランドの各街へとつながっている。リス港口以外は各街一つの職業に対応しているので初心者冒険者にとっては転職の分かれ道でもある。世界樹を上るとポートロードという飛行船・タクシー乗り場があり、オルビス・エレヴ・エーデルシュタイン・キノコ神社へとそれぞれ行き来できる。真下はスリーピーウッドへ行く道とつながっている。
平原マップでmobはキノコ(スポアのみ)。2010年12月追加。

#### ヘネシス(Henesys)
ビクトリアアイランド南の平野地帯にある弓使いの街。賢者へレナが住んでいる。ビクトリアアイランドで最も人が集まる場所であり、島の中心的な街として位置づけられている。
平原マップでmobはキノコ類が多い。また、低レベル向けとして他のマップよりも狩り易くなっている。地続きでリーフロード・キノコ城とつながっている。
キノコ城(Mushroom Castle)
ビクトリアアイランド南にあるキノコの種族が住む城。その周辺地域は王様キノコが治めるキノコ王国である。この国の姫・ビオルタ姫がモンスター・ペペキングとその部下達にさらわれてしまったという。いばらの森・城マップでmobはキノコやペンギン(ペペキングの部下)など。
ゲーム上はテーマダンジョンとされている。
2010年1月に追加。
神獣国際学校
スピンオフであるフレンズストーリーの舞台となる異世界の学校で、キノコ町という町にある。メイプルワールドのNPCたちが教員や生徒に扮している。メイプル高校とは異なるコンテンツなので注意。
神獣国際学校 旧館
フレンズストーリーのストーリーをアクト6までクリアするといけるようになるになるミニダンジョン。

#### ノーチラス(Nautilus)
ビクトリアアイランド南東にある海賊船・ノーチラス号の停泊所。賢者カイリンがいる。ノーチラス号はメイプルワールドの海をさまよっていたが、最近になってこの場所に漂着したという。
mobはキノコや豚。リーフロード・フロリナビーチとつながっている。
2008年7月追加。
フロリナビーチ(Florina Beach)※2016年6月現在閉鎖されており、入ることができない。
ビクトリアアイランド南東にある常夏の小島。元々観光地だったが最近になってモンスターが住み着くようになったという。
砂浜マップでmobは猿や蟹、亀。mobのレベルはビクトリアアイランド本土より少し高め。ノーチラスから歩いていくかリス港口からの船でいける。

#### エリニア(Ellinia)
ビクトリアアイランド東にある妖精と魔法使いの街。賢者ハインズが住んでいる。元々は妖精の街で後から人間が住むようになったらしく、そのため妖精の中には人間に不信感を抱いている者も少なくない。
森林マップでmobは一つ目のトカゲや猿、魔女など。リーフロード・エウレルとつながっている。またここの近くであるアイテムを使用することでリプレに行ける。
妖精学院エリネル(Fairy Academy Elinel)
テーマダンジョン。
魔法使いの協会(Magician Association)
エリニアの東の森にある。キネシスのストーリー用のマップ。

#### エウレル(Elluel)
ビクトリアアイランド東の森の中にある美しいエルフの街。エルフの女王(王)「メルセデス」が治める土地である。かつては平和な街だったが、メルセデスが暗黒の魔法使いとの戦いで受けた呪いの影響で、メルセデスを含めエルフ全員が封印されてしまった。封印は100年で解けるはずだが、いまだに解かれておらず住民全員が氷の中で眠った状態である。メルセデスの初心者用マップがある。2011年10月追加。

#### ペリオン(Perion)
ビクトリアアイランド北の高原地帯にある戦士の街。賢者「コブシを開いて立て」が住んでいる。ネイティブアメリカン風の文化が根付いており、住民も何人かがそのような姿をしている。
岩山マップでmobは木の切り株や猪。リーフロードとつながっている。
余談だがペリオンの「ペ」はひらがなである。
シャレニアン
ネクロマンサーによって滅ぼされた古代の城で、ペリオンの奥地にある遺跡と発掘現場のマップ。mobは骨の犬や骸骨など。2006年7月追加。
※城内部はギルドクエストになっており、2016年6月現在閉鎖されているため入れない。

#### カニングシティー(Kerning City)
ビクトリアアイランド西にある盗賊の街。現代風のスラム街であり、常に夕焼けである。賢者ダークロードが住んでいる。
建築街マップでmobはキノコやタコのような生物。地下鉄もありmobはコウモリや幽霊。
地下鉄から沼地のジャングルへ行くことができ、mobはワニや蛇、泥の怪物など。リーフロードとつながっている。
プラスストリート
ネットカフェ専用マップ。既存のマップの素材を流用した、十数個のミニダンジョン形式のマップが用意されている。
カニングスクエア(Kerning Square) ※2016年12月現在閉鎖されており、入ることができない。
台湾限定マップだった101大道を本家が逆輸入したテーマダンジョン。カニングシティ地下鉄から行けるショッピングモール。モンスター達の暴走によってカップルがはぐれてしまったという。mobは飲料やマネキン、音楽機器など。
秘桜蔭
デュアルブレイドの本拠地。

#### スリーピーウッド(Sleepywood)
ビクトリアアイランド中央にある森林地帯、およびその中にある修行者の集う村。リーフロードから行ける。サウナがある。ルートアビスへの道がある他、ダンジョンの奥地にはバルログが封印されている。
暗い森林・洞窟及び神殿マップで、mobは恐竜や獣人。ビクトリアアイランド内の他のマップよりレベルの高いmobが多い。
ルートアビス(Loot Abyss)
スリーピーウッド北に位置する結界で隠された深淵。暗い庭園マップで雑魚mobはインプ。世界樹「アリーシャ」が封印されており、強力なボスモンスター「ピエール」「バンバン」「ブラッディクイーン」「ベルルム」が封印の守護者として待ち構える。2013年3月21日実装。
堕落した世界樹(fallen World Tree)
ヒーローズオブメイプル以降のストーリーを背景にした地域。頂上にはボス「ダミアン」が待ち構えている。日本未実装。

### エレヴ(Ereve)
女王シグナスと神獣が治めている浮遊島。「シグナス騎士団」の本拠地である。女王シグナスは本来メイプルワールドの統治者であり、この島は世界中に神獣の祝福を授けるため空を漂っていたのだが、最近はメイプルアイランドの東(ビクトリアアイランドの北の上空)に留まっている。
鳥人の種族と人間が住んでいる。鳥人の種族は高度の高い場所にしか住めないらしく、エレヴの外に出ることは無いらしい。また、逆によそ者はあまり歓迎されない。
庭園マップで小鳥のようなmobがいる。シグナス騎士団の「ノーブレス」(初心者)用マップで、シグナス騎士団の転職もここで行う。飛行船でリーフロードとオルビスに行き来できる。
2009年7月追加。

### リエン（Rien)
ビクトリアアイランドの南にある、雪と氷に覆われた未知の島。メイプルワールドの英雄の一人「アラン」が封印されていた土地であり、新たな旅立ちの地である。本来は温暖な気候地帯にあるのだが、とある呪いによって島全体が氷漬けになっており、そのせいか島民のほとんどはペンギン族である。かつては英雄達の復活を見守る一族が住んでいたが、長い年月のうちにだんだんと島を離れてしまったらしく、現在はその末裔のリリンが島に住む唯一の人間である。
雪原マップで白い毛玉のようなmobがいる。アランの初心者用マップで、アランの全ての転職もここで行う。船でリス港口に行き来できる。
2009年11月追加。
リエナ海峡(Riena Strait)
リエン島周辺の氷河で覆われた海域。主に船に乗って島々を移動するテーマダンジョン。ここにはペンギン族の他にマラミュート族、オットセイ族の先住民がいる。氷河観測本部、魔女バーバラの家などがある。最近になって急激に氷河が溶け始めて問題となっているという。2013年9月1日実装。
雪帰島
リエン近海に浮かぶ無人島。英雄フリードのパートナーであり、オニックスドラゴンの王でもあるフリエンが眠りについていた場所。暗礁が多く、波は荒く、風は強いため近づくのが困難。また極寒のため10日以上の滞在は困難とされる。なお読みは「せっきじま」で、雪に覆われた亀と似ていることから名付けられたらしい。

### エーデルシュタイン(Edelstein)
メイプルワールド北東の新大陸にある地域。2010年12月追加。

#### エーデルシュタイン(Edelstein)
スチームパンクを思わせる近代ヨーロッパ風の街。職業「レジスタンス」の本拠地である。元々平和な街だったが数年ほど前に革命が起こったらしく、現在はブラックウィング領となっている。ブラックウィングは暗黒の魔法使いの復活を目論む組織である。飛行船でリーフロードとオルビスに行きでき、ブラックウィングのタクシーでレーベン鉱山に行ける。
街道マップでmobは鉢植えやゴミ箱、街灯など。
学校
ペルディが校長を勤める学校。幼稚園も付属している。秋の運動会イベントの舞台となった。
レーベン鉱山(Verne Mine)
ブラックウィングの本拠地。岩や警備ロボットなどのmobが出る岩山風の外マップと、ロボットや狸、蜘蛛などのmobが出る暗い鉱山風の中マップがある。さらに奥には研究所(明るい洞窟風のマップ)があり、mobはアンドロイドなど。奥に行くほどレベルが高くなっていき、最奥には100レベル前後のmobもいる。

#### 機械の墓(Scrapyard)
アンドロイドたちの墓場。墜落したブラックヘヴンが残されており、「スウ」と戦うことができる。

##### ヘイヴン(Haven)
アンドロイドたちの街。

### 海底の塔(Undersea Tower of Oz)
ザ シードという、大昔に生命の超越者アリーシャが、暗黒の魔法使いから罪なき命を救うために建てた塔で、太古のメイプルワールドの生態系が残されている。守護者が暴走して塔の管理に支障をきたしてるので、それを止めに行くコンテンツになっており、オズの魔法使いがモチーフになっている。

### エルナス山脈(Elnath Mts.)
オシリアの北東にある山脈地帯。

#### オルビス(Orbis)
エルナス山脈上空の雲の上に建てられた空中都市。天使や妖精が住む。
雲・庭園マップでmobは幻獣や幽霊など。オルビス塔とつながっている。
この街にあるオルビスステーションは他大陸間の空輸が集約された施設で、飛行船でそれぞれリーフロード・ルディブリアム・アリアント・リプレ・エレヴ・エーデルシュタイン、武陵（タクシー）に行き来できる。
クリセ(Krease) ※2016年6月現在閉鎖されており、入ることができない。
オルビスの上空に位置する浮遊島。巨人族が住んでいる。
テーマダンジョン。
オルビス塔(Orbis Tower)
エルナス山脈の西に位置する巨大な建造物。20層構造。メルを払えばワープクリスタルで移動できる。石製の機械のようなmobなどがいる。
地上付近は吹き込んだ雪が積もっており気温の変化がうかがえる。mobはリティ・ダークリティ・ジュニアペペ。また地下もあり途中から水没していてそこから海に出られる。mobはスキューバぺぺのみ。
オルビス・エルナス・アクアロードとつながっている。

#### エルナス(Elnath)
オルビス塔付近に位置する雪に覆われた街。冒険者の3次転職・シグナス騎士団の4次転職がここで行われる。
雪原・雪山マップでmobはペンギンや狼、雪男など。奥地にいくと鉱山・火山マップに変わり、mobはゾンビやコウモリ、犬など。マップの途中からは特定のレベルを超えていないと入れない。オルビス塔につながっている。危険地域弾丸タクシーで奥に行ける。
氷の峡谷(Ice Ravine)
ホブ帝王の復活のグループクエスト用マップだが、例外的にワールドマップに記載されている。
閉鉱(Deep Mine)
エルナスの雪原の先にある閉鎖された鉱山。奥地にはジャクムがいる。
獅子王の城(Lion Castle)
エルナスの雪原の先にある獅子王ヴァン・レオンの城。この城の看守アニは、近辺の街の住民達を連行して強制労働させているらしい。

### ルダスレーク(Ludus Lake)
オシリアの中央の海にある2つの島とその間の海上に浮遊する街の地域。ルダス湖という表記も見られる。

#### ルディブリアム(Ludibrium)
空中に浮かぶオモチャの街。建物や住民は全てレゴブロックのような玩具で、足場は黄色く派手な外観である。オモチャの城でありオモチャの王様がこの地を治めているらしい(NPCの話から)。また、オモチャたちが子供に飽きられたりしないように、町全体の時間を止めたままにしている。
飛行船でオルビスに行き来し、危険地域弾丸タクシーで時計塔の奥地に行ける。
時計塔(Clock Tower)
ルディブリアムの街の下に位置する逆円錐型の塔。入り口は街の東側にある。
上部にはテラスとおもちゃ工場があり、mobはおもちゃのロボットやぬいぐるみなど。
奥地(下部)は薄暗い空間になっており、mobは時計に関する魔法生物やピエロ、幽霊など。
時計塔の最下層(ClockTower LowerFloor)
時計塔を真下に降りていったところにある、逆円錐の頂点部分にあたるエリア。
奥地にはビシャスプラントがいる。
エオス塔(Eos Tower)
ルディブリアムの西側にある塔。101階建ての壮大な建造物であり、地上の地球防衛本部とつながっている。
mobはゼンマイ仕掛けの鼠や蜘蛛、ブロック製の巨人など。外マップでは鳥やラジコンのヘリコプターのmobがいる。
ヘリオス塔(Helios Tower)
ルディブリアムの東側にある塔。
mobはゼンマイ仕掛けのモルモットのみ。エオス塔同じ101階建てだが、こちらにはエレベーターがあり、99階と2階を行き来できる。101階には時間制御室、1階にはヘリオス塔図書館がある。それぞれエリン森・下町とつながっている。
エリン森(Ellin Forest)
ルディブリアムのヘリオス塔最上階にある時間制御室から行けるテーマダンジョン。過去のビクトリアアイランド（エリニア）にあたる。英雄たちが暗黒の魔法使いに対抗して戦っている間、残った人々が飛行船に乗ってビクトリアアイランドに来る途中、龍たちの攻撃を受けて不時着した場所である（時系列としては、アランのストーリーのプロローグ後にあたる）。賢者の一人であるヘレナはエルフであるためこの時代にもおり、子供の姿をしている。
森林マップでmobは石の虫や生きた木など。大型のデンデン「苔デンデン」など現在ビクトリアアイランドにいるmobの祖先のようなものもいる。2012年2月大型改変後に地図を追加。
ファンタスティックテーマパーク
東南アジア版限定マップだったファンタジーテーマパークを本家が逆輸入したテーマダンジョン。ルディブリアムからロープウェイで行ける遊園地である。

#### 地球防衛本部(Omega Sector)
※2016年6月現在閉鎖されており、入ることができない。
ルダスレーク西の島にある特撮を思わせる秘密基地。平原マップでmobはグレイおよび火星人の2タイプの宇宙人。
エオス塔によってルディブリアムとつながっている。

#### 下町(Korean Folk Town)
ルダスレーク東の島にある、アジアの牧歌的雰囲気が漂う街。韓国の童話の村であり、住民はヘリオス塔図書館にある本の影響を受ける。
夜のアジアの密林マップでmobは兎や狐、鬼など。ヘリオス塔・アクアロードとつながっている。アクアリウムからイルカタクシーで近くまで行ける(一方通行)。
2006年3月追加。

### アクアロード(Aqua Road)
オシリア大陸の北に位置する、エルナス山脈とルダスレークをつなぐ海域。オシリア大陸の一部として扱われている。

#### アクアリウム(Aquarium)
貝殻などでできた海中の街。建物の外に人間が立っているところを見ると、その辺一体は水中だが何らかの方法で呼吸が可能になっていると思われる。建物内には動物園がある。
海中・海底マップでmobは魚や海老、サメなど。オルビス塔によってオルビス・エルナスとつながっているとは別に、下町・クリムゾンウッドにもつながっている。イルカタクシーで白草村や下町の近くに行ける。
2006年1月追加。
ベリタス
メイプルワールド各地で起こっている異常現象を調査している、レジスタンスの秘密研究機関。
もう一つのアクアロード
アクアロードを全体的に紫にしたような見た目の、高レベル向けのテーマダンジョン。2014年1月22日に削除された。
クリムゾンウッド(Crimson Wood)
アクアロードの深淵から行けるメイプルワールドの古代英雄達の出身地とされる地域。
不気味な森林・赤い山岳・砦マップで、mobは幽霊や魔獣など。2009年10月追加。
ドーンヴェールの実装に伴い削除された。
桜城
日本限定マップだった楓城を本家が逆輸入したテーマダンジョンだったが、日本に実装されることなく削除された。

### 武陵桃源(Mureung Garden)
オシリアの東にあるパンダの種族が住む地域。

#### 武陵(Mu Lung)
武陵桃源の北にある霧の中に隠された村。中国の武陵をイメージしたような外観である。パンダの仙人達がすんでおり、仙人になるために修行する場所がある。山林・桃園マップでmobはカカシや鹿、熊など。白草村とつながっている。タクシー(ツル)でオルビスと白草村に行き来する。
2007年5月追加。
武陵道場
武功パンダが主催する道場。各階ごとに待ち構えているボスを倒しながら登っていくコンテンツ。
赤虎派道場　黄竜派道場
武功パンダの弟子がそれぞれたてた門派の道場。どちらかに入門して修行することができる。
武天山
武陵の近くにそびえる標高2300mの山で、修行することができる。
金箔寺(Golden Temple)
タイ版限定マップだった金箔寺を本家が逆輸入したテーマダンジョン。武陵から鶴に乗っていくことができる。日本版にはイベントで何度か登場したが、常設マップとしては未実装。

#### 白草村(Herb Town)
武陵桃源の南の湖のほとりにある村。各種薬草を栽培している。
竹の足場でできた水辺・海賊船マップで悪い海賊や高麗人参の様なmobなどがいる。武陵とつながっている。武陵とアクアリウムにタクシー(武陵はツル、アクアリウムはイルカ)で行き来する。
2007年5月追加。

### ニハル砂漠(Nihal Desert)
オシリアの南にある砂漠の地域。

#### アリアント(Ariant)
ニハル砂漠の西にあるオアシスに栄える王国。王族と庶民との生活の格差が激しく義賊「砂絵団」が密かに活動し民を助けている。
昼から夕方の砂漠マップ(それぞれバーニングロード・サンセットロードという)でmobはサボテンや蛇、トカゲなど。マガティアとつながっている。飛行船(ジニ)でオルビスと行き来できる。
2007年8月追加。
ネトのピラミッド
混沌と破壊の神ネトの住まうピラミッド。2010年1月追加。
古代都市アスワン(Ancient city Azwan)
支配者だったヒルラが永遠の若さを手に入れるために暗黒の魔法使いに捧げ滅んだ、呪われた地下都市。

#### マガティア(Magatia)
ニハル砂漠の東にある中世ヨーロッパ風の錬金術師の町。常に夜である。アリアントとつながっている。
この街は対立する2つの錬金術師協会による地下研究所が最大の特徴で、街の西側にはジェニミスト研究所、東側にはアルカドノ研究所がある。
ジェニミストは魔法・科学を組み合わせた伝統的な錬金術の研究者団体で、研究所は全体的に中世風の雰囲気である。室内マップでmobは魔法生物など。
対してアルカドノは機械工学と錬金術を組み合わせた革新的な錬金術の研究者団体。研究所は全体的に近未来的な雰囲気である。室内マップでmobはロボットなど。

### ミナル森(Minar Forest)
オシリアの西にある森林地域。高レベルの冒険者向きの地域。

#### リプレ(Leafre)
ミナル森の中心にある獣人ハーフリンガーの街。竜族と共存しているらしく巨大な卵が至る所に置かれている。
近くで冒険者の4次転職が行える。
森林マップでmobは鳥やカブト虫、人馬など。奥に行くと渓谷マップになり、mobは龍族中心。飛行船でオルビスに行き来でき、危険地域弾丸タクシーで奥に行ける。
また、ここの近くであるアイテムを使用することでエリニアの近くに行ける。
2006年9月追加。
生命の洞窟(Cave of Life)
リプレ奥地に存在し、ホーンテイルがいる。
厳壁巨人コロッサス(Colossus the Giant)
テーマダンジョンで、突如現れた岩の巨人と、それを調査するために派遣されたハーフリンガーたちの拠点がある。
一軒家
エヴァンとその家族が住む森の中の一軒家。エヴァンのチュートリアルマップであり、ミナル森にしてはモブのレベルがかなり低い。リプレステーションと繋がっていてリーフロードと行き来できる。なおこの設定は日本のみで、本来はヘネシスの東に位置する。
ネオシティー(Neo City)
日本限定マップの未来のトウキョウを本家が逆輸入したテーマダンジョンだったが、2016年6月現在閉鎖されている。日本未実装。

### クリティアス(Kritias)
大昔に消えた魔法王国だったが、再び出現した。ミナル森から行くことができる。
王宮：トルィエフェ
空から逆さまに生えている城。1vs100で戦闘する巨大なボス「ヘカトン」と戦うことができるが、日本ではワールドマップには記載されているものの、「ヴェラッド」が実装されたためこちらは未実装。

### 時間の神殿(Temple of Time)
ミナル森の西の海上に浮遊する、時間の女神を祀る神殿。パルテノン神殿のように美しい外観である。過去・現在・未来の時間が共存しているという。
ここではドラゴンに変身して他の地域に飛んでいくことができる（もし途中で落ちてしまうと飛行船乗り場へ戻ってしまう）。神殿内には過去・現在・未来の3つの扉があるが、現在の扉は開いていない。2009年3月追加。

#### タイムロード(Time Lane)
時間の神殿にある3つの扉のうち「過去の扉」をくぐった先に広がる道。「思い出」、「後悔」、「忘却」と呼ばれる3種類のステージに分かれている。
mobは仮面の神官や鎧、砂時計などで、最奥にはピンクビーンがいる。

#### 未来の扉(Gate to the Future)
時間の神殿にある3つの扉のうち「未来の扉」をくぐった先のエリア。
そこは近い未来のメイプルワールドであり、暗黒の魔法使いに操られたシグナスによって破壊されたヘネシス、そしてそのシグナスが占拠する要塞と化したエレヴが存在する。mobは狂暴化したカタツムリやキノコ、豚、及び敵となったシグナス騎士団員であり、最奥には女王シグナスが待ち構える。
黄昏のペリオン
テーマダンジョンで「未来の扉」に続き2番目に造られた未来。常に夕焼けで、ペリオンの人々は暗黒の魔法使いの部下達によって強制労働させられている。mobは狂暴化した木の切り株や猪。

#### アーケインリバー(Arcane River)
時間の神殿にある3つの扉のうち「現在の扉」をくぐった先のエリア。ここを通って暗黒の魔法使いの元へと行くことになる。日本未実装。
消滅の旅路(Road of Vanishing)
最初の地域。すべてのものが風化する空間。見覚えのある崩れた建物が散在する砂浜がある忘却の湖、青い炎に囲まれた山岳地帯である絶滅の火山、ボス「アルマ」の潜む休息の洞窟の3つのエリアに分かれる。
チュチュアイランド(Chu Chu Island)
2番目の地域。野菜や果物のような動物たちが暮らす島。
夢の都市レヘルン(City of Dreams, Lacheln)
3番目の地域。ベネチアの仮面舞踏会をモチーフにした地域。
皇陵之巓
アーケインリバーとは別に、台湾限定マップとして作られた現在の扉の行き先（ポータルがあるのは現在の扉なのだが、設定としては過去の扉ということになっている）。中国皇帝の話をモチーフにしている。日本未実装。

#### 鏡の世界(Mirror World)
暗黒の魔法使いがゼロを閉じ込めておくために作った世界で、メイプルワールドの一部を鏡に映したような世界。ゼロのみ入場可能。

## グランディス(Grandis)
メイプルワールドとは異なる次元に存在する世界で、ワールドマップにおいては宇宙空間のような場所にいくつかの惑星が点在する形で表される。リーフロードから行き来できる。この世界出身の職業にはカイザー、エンジェリックバスターがいる。

### パンテオン(pantheon)
竜のような尾翼と頭部に二本の角が生えたノヴァ族が過ごす村。首都ヘリシウムをマグナスに占拠されて以来ノヴァ族はこの村に避難した。パンテオン神殿を中心とした島の東西南北に4つの聖地があり、東の聖地を除く3つの聖地それぞれには聖物が設置されている。この聖物がパンテオン全域をバリアで取り囲みマグナスの脅威を防いでいる。

### ヘリシウム(Helisium)
過去のマグナスの裏切りによってグワルが侵攻し陥落、占拠されたノヴァ族の首都。パンテオンとは次元転移門で繋がっており、門は奪還本部の後部に位置する。都心には闇市があり、影の商人団からアイテムや装備を購入できる。
暴君の城塞(Citadel of tyrant)
マグナスの拠点となっているかつての王城。マグナスの側近と忠誠心の厚い部下が城に居住しており、城内は彼らの生み出したmobで溢れている。

### ミウミウ(Vulpes)

#### コンコン村(Pointy ear Fox Village)
狐耳の生えたアニマ族の住む土地。英雄の一人隠月はこの地で目覚める。一度この地を出ると自力では戻れない為注意が必要である。

## 世界旅行(World Tour)
上述のマップのほか、現実世界をイメージした地域を旅行することができる。

### ジパング(Zipangu)
メイプルアイランドの西に浮かぶ島で日本風の地域。日本限定のマップ。リーフロードのタクシー(ペリー)で行き来できる。地図を2009年10月追加。

#### キノコ神社(Mushroom Shrine)
リーフロードのタクシー(ペリー)及び次元の鏡によって行き来できる和風の神社。ジパングの中心に浮遊する。カムナ(隠しポータル)・ショーワ町とつながっている。平原マップでmobは狐や狸、カラスなど。奥には墓場・竹林マップがあり、mobはお化け提灯や河童、天狗など。
2004年7月追加。

#### ショーワ町(Showa Town)
キノコ神社とつながっている昭和時代の日本風の街。キノコ神社の東に位置する。ここにはこのゲームで唯一銭湯があるほか、売り物やクエストも独特のものである。街系の日本オリジナルマップでmobはヤクザなど。ある程度のレベルに達すれば、ヤクザ達の本拠地であるビル「火狸金融」に乗り込むことができる。
2004年12月追加。

#### 楓城(Ninja Castle)
ペリーによって行き来できる、江戸時代の城をイメージした街。かつては過去のショーワ町という設定であったが、現在同一世界に存在している。ワールドマップではカムナの西側に描かれている。城系の日本オリジナルマップでmobは忍者や亡霊武者など。
2007年4月追加。

#### トウキョウ(未来）(Tokyo(Future))
※2016年6月現在閉鎖されており、入ることができない。
カムナのクリスタルによって行き来できる、近未来の東京をイメージしたエリア。未来のショーワ町であり、ワールドマップではカムナの東側に描かれている。移動できるようになるにはある条件が必要。都会系の日本オリジナルマップでmobはロボットや空中要塞など。他の街の構造と違い、年代と場所によって4つのゾーンに分けられ、クエストが進むごとに次の場所へ移動できるようになる。
2008年12月3日追加。さらに2009年7月1日に2つのゾーンが追加された。
カムナ(Kamuna)
キノコ神社の隠しポータル(鳥居)の先にある神秘的な場所。時間の影響を受けない場所だという。ここにあるクリスタルから過去・未来のジパングへ行ける。なおカムナとはジパングの世界樹のことである。
お台場 2100年
お台場をイメージした埠頭エリア。
公園 2095年
住宅街の公園であるが、ロボットたちに占拠されている。
秋葉原 2102年
廃墟と化した秋葉原をイメージしたマップ。
旗艦ファイア・オールドフォックス 2102年
空中戦艦のマップ。
渋谷 2102年
渋谷をイメージしたマップ。
六本木モール 2102年
六本木ヒルズ森タワーをイメージにしたマップ。渋谷から移動することができる。

#### モミジヶ丘(Momijigaoka)
メイプルワールドとは違う次元の世界「暁の陣」の世界から空間ごとジパングにワープしてきた土地。日本の戦国時代を思わせる外観の野営地である。ハヤト・カンナ等「暁の陣」の職業の拠点となる。2012年7月11日実装。
本能寺
本能寺をイメージしたマップで、オダノブナガが魔王降臨の儀式をしようとしていた寺。
ヒエイザン
延暦寺をイメージしたダンジョンで、ノウ姫が待ち受けている。

#### トウキョウ(Tokyo)
現代のトウキョウ。カブキ町とトチョウの二つのエリアがある。
2014年4月23日実装。

### 中国(China)
中国版限定マップだった地域。上海ワイタンと宋山里はつながっていない。

#### 上海ワイタン(Shanghai Wai-Tan)
次元の鏡によって行き来できる、上海の外灘をイメージした都会の街。農地マップでmobは牛や羊、鴨など。
2006年12月追加。権利問題によりBGMが一度変更されている。

#### 宋山里(Song Ri)
次元の鏡によって行き来できる、嵩山をイメージした街。山林マップで、mobは獣剣士や山賊、香炉。大雄宝殿とつながっている。
2008年4月追加。

#### 大雄宝殿(Heirloom Taiyuu)
宋山里の奥地にある少林寺をイメージした寺の街。寺院マップでmobは僧や木魚。
2008年4月追加。

#### 豫園村(Yu Garden)
豫園をイメージした街で、宋山里の東にある。日本未実装。

### 台湾(Taiwan)
台湾版限定マップだった地域。

#### 西門町(Taiwan Ximending)
次元の鏡によって行き来できる、台北の西門町をイメージした街。都会マップでmobは犬や猿。夜市場とつながっている。
2006年12月追加。
101大道
西門町から地下鉄で行ける、台北101をモチーフにしたダンジョンだった。カニングスクウェアの実装に伴い台湾版からも削除され、日本で実装されることはなかった。

#### 夜市場(Night Market)
台湾西門町の奥にある、台北のナイトマーケットをイメージした街。常に夜の都会マップでmobは紅茶のお化けやクレーン機、屋台など。
2006年12月追加。

#### 阿里山(Arisan)
阿里山をイメージした地域。麓にアリペイという村がある。日本では期間限定のテーマダンジョンとして実装されていた。

### タイランド(Thailand)
タイ版限定マップだった地域。

#### 水上市場(Floating Market)
水上市場をイメージした街。水辺マップでmobは蛙や蛇、トカゲなど爬虫類系が大半。
2007年2月追加。
金箔寺(Golden Temple)
ワット・プラケーオをイメージしたマップ。テーマダンジョン化およびタイ版サービス終了に伴い消滅した。

### マステリア(Masteria)
グローバル（アメリカ）版限定マップだった地域。カニングシティーから地下鉄で行くことができる。クリムゾンウッド以外は日本未実装。

#### ニューリーフシティー(New Leaf City)
自由の女神やビッグ・ベン、エッフェル塔など、世界各地の名所が集まっている近未来的な街。
エイリアンベース(Alien Base)
ニューリーフシティー近郊にできたエイリアンの基地。地球防衛本部やビジターイベントのエイリアンとはまた違った種族のエイリアンが生息している。

#### ホーンテッドハウス(Haunted House)
お化け屋敷をモチーフにしたダンジョンで、迷路マップになっている。
ファントムフォレスト
ホーンテッドハウスの周りに広がる森。同じく迷路マップになっている。

#### クリムゾンウッド(Crimsonwood)
アクアロードおよびドーンヴェールのクリムゾンウッドの元になっている地域。

### シンガポール(Singapore)
東南アジア版限定マップだった地域。カニングシティーから飛行機で行くことができる。日本未実装。

#### CBD
シンガポールの中心であるCBDをイメージしたマップ。

#### ボートキータウン(Boat Quay Town)
港町で、ここからマレーシアに渡ることができる。
幽霊船(Ghost Ship)
ウルシティー(Ulu City)
植物が生い茂った廃墟。
エンチャンテッドフォレスト(Enchanted Forest)
シンガポールの北西海上に位置する島で、不思議の国のアリスがモチーフになっている。

### マレーシア(Malaysia)
シンガポールと同じく、東南アジア版限定マップだった地域。同じく日本未実装。

#### トレンドゾーンメトロポリス(Trend Zone Metropolis)
クアラルンプールをモチーフとした街で、背景にはペトロナスツインタワーがそびえる。

#### キャンピングビレッジ(Kampung Village)
農村をイメージした街。
ファンタジーテーマパーク(Fantasy Theme Park)
ルダスレークのファンタスティックテーマパークの元になった遊園地のマップ。

### ヴェラセント(Veracent)
EU版限定だった地域で、吸血鬼の城が建ってる。日本未実装。

## ドーンヴェール大陸(Dawnveil)
オシリア大陸の南方部分で地続きであるが、結界のためメイプルワールドからは隔絶しており、別大陸として扱われている。

### マステリア（Masteria）
魔族の住む土地であり、次元の鏡から進めるクリムゾンウッドの城とその先の臨時避難所、レプラコーンやファントムツリーの生息するファントムフォレスト、またクエストを進めることで発見される新たなマップからなる。なお本来のマステリアがあるグローバル版では「Tynerum」という名前になっている。

### コメルツ(Commerz)
交易の盛んな都市であり、首都サン・コメルツと辺境の漁村ベリーからなる。
サン・コメルツ周辺にはアクポンドの活動する運河があり、その先には狼や暗殺団が蔓延るグルーミーフォレストが控えている。
反対側にはヘーベル王国があるが、ストーリーで名前が出てくるだけで未実装である。

### アブレン(Arbren)
コメルツ共和国の南部に位置する小さな村。多くの様々な動物達が住んでおりビーストテイマーの出身地である。

## スタープラネット(Star Planet)
メイプル全ワールドのキャラクターが一斉に集結して、ミニゲームとイベントを楽しんでシャイニングスターに挑戦するコンテンツおよびそのマップ。すごろくやじゃんけんなど、様々な胃にゲームが用意されている。

## その他の地域
フリーマーケット
プレイヤーがポイントアイテムなどを使用しアイテムを売買できる場所。
一般的には商店や営業許可書などを介してアイテム売買が行われるが、フリーマーケット入口で交換窓を使い、アイテム売買を行うプレイヤーも存在する。
マイスタービール
職人達が集う専門技術街。長老のヒンメルが治めている。1つのキャラで、全6種のうち2種の専門技術を覚えることができる。
ウェディングタウン
結婚を行うことができる村。フィールドは未実装。
次元の図書館
次元の鏡から行けるテーマダンジョン。過去のメイプルワールドで起こった出来事を追体験することができる。
モンスターパーク
シュピゲルマンが作ったパークで、マップ内の敵をすべて倒しながら進む戦闘コンテンツ。

## イベントマップ
幸福の村
クリスマスのイベント時に行くことができる村。
コカコーラタウン
2008年のコカコーラとのタイアップで登場した村。
ファントムマンション
ハロウィンイベント用マップ。ホーンテッドハウスが元になっている。
月の国
月見イベント用マップ。

## 空路・船
大陸間の移動を行う場合は飛行船を使う場合がほとんどである。詳細は以下の表に示す(飛行船以外の移動手段も含む)。なお、表で横に並べてかかれている駅同士で往復を行っている。2009年1月のアップデートから料金は無料になった(エレヴ以外の飛行船のみ)。
| 駅名           | 駅名               | 出発時刻                | 所要時間 |
| -------------- | ------------------ | ----------------------- | -------- |
| ポートロード   | オルビス           | 毎時00/15/30/45分       | 10分     |
| ルディブリアム | オルビス           | 毎時00/10/20/30/40/50分 | 5分      |
| リプレ         | オルビス           | 毎時00/10/20/30/40/50分 | 5分      |
| アリアント     | オルビス           | 毎時00/10/20/30/40/50分 | 5分      |
| 武陵           | オルビス           | 随時                    | 1分      |
| エレヴ         | オルビス           | 随時                    | 約8分    |
| ポートロード   | エレヴ             | 随時                    | 約2分    |
| リス港口       | リエン(ペンギン港) | 随時                    | 約1分    |

時間の指定してある船は出発の5分〜1分前までに乗船しないといけない。